# Konrad Balder Schäuffelen
Konrad Balder Schäuffelen (* 16. Juni 1929 in Ulm; † 19. Oktober 2012) war ein deutscher Psychiater, Autor der Konkreten und Visuellen Poesie und Übersetzer.

## Leben
Schäuffelen studierte Medizin und Philosophie in Tübingen, München, Paris und Frankfurt am Main (von 1949 bis 1956 und von 1958 bis 1962). Das Thema seiner Dissertation lautete Cerebrale Dekompensationserscheinungen unter der Behandlung mit Phenothiazinen und Tofranil (Diss. Frankfurt 1959). Er hielt sich mehrfach für längere Zeit in Rom, Prag und dem Mittleren Osten auf. Von 1966 bis 1970 war Schäuffelen als Psychiater am Max-Planck-Institut für Psychiatrie in München beschäftigt. Nach seiner anschließenden Ausbildung zum Psychotherapeuten und Psychoanalytiker arbeitet er in eigener Praxis sowie als freier Schriftsteller und Übersetzer in München.
Der Schwerpunkt seiner literarischen Arbeit lag in den 1950er Jahren in der Produktion von experimenteller und visueller Poesie. Seit Beginn der 1960er Jahre stellte Schäuffelen vor allem Sprach- und Buchobjekte sowie audiovisuelle Installationen her. 1979 wurde er dafür mit dem Schwabinger Kunstpreis in der Kategorie Plastik/Bildhauerei ausgezeichnet.
2006 wurde er vom Kulturverein SCHLOSS GOLDEGG / Land Salzburg eingeladen, mit einer Ausstellung bzw. einer Installation auf den prunkvollen Renaissance-Rittersaal des Schlosses zu reagieren. Er entschied sich, den dort freskierten Hofnarren in den Mittelpunkt seines Ausstellungsprojektes mit dem Titel „Der Narrenhut“ zu stellen. In modifizierter Form wurde „Der Narrenhut“ 2007 in München in der Artothek und in Ulm im Künstlerhaus gezeigt.
Einer seiner letzten künstlerischen Auftritte war 2009 in der Münchener Nacht der experimentellen Musik: In „Bis zum Umfallen“, so der Titel der eindrucksvollen Kurzperformance, setzte er mit drei Assistenten 16 mechanische Kinderkreisel in Bewegung…

## Werke
- En gros & en detail. E. Walther, Edition Rot, Stuttgart 1965
- raus mit der sprache, Suhrkamp Verlag, Frankfurt am Main 1969
- sprache ist fuer wahr ein koerper, Ausstellungskatalog Städtische Galerie im Lenbachhaus München 1976
- Gegen Stände Sätze, Erlangen, München: Renner-Verlag 1979, ISBN 978-3-921499-34-4.
- Inventare, Köln 1995
- Schwalbenweisheiten, Köln 1996
- Minimaldialoge, Köln 1998
- Aus dem Auge, aus dem Sinn. Objekte, Installationen, Dialoge, Protokolle, Ausstellungskatalog, Wasmuth Verlag, Tübingen, Berlin 1999
- Danke für das Gespräch. Neue Minimaldialoge, Wien 2004
- Der Narrenhut, Ausstellungskatalog, Eigenverlag Kulturverein Schloss Goldegg, Goldegg 2006

### Übersetzungen aus dem Tschechischen
- Gemeinsam mit Tamara Kafková:
  - Milan Nápravník: Kassiber. Suhrkamp, Frankfurt/Main 1969.
  - Folgende Folge aus dem Tschechischen. Prosa und Poeme. Galerie der Spiegel, Köln 1969.
  - Bohumila Grögerová: Zivilisationsschemata. Mit vier Photographien von Běla Kolářová. Verlag für Neue Literatur, Hof/Saale 1970.
  - Ladislav Novák: Gedichte für bewegte Rezitation. Literarisches Colloquium, Berlin 1970.
  - Věra Linhartová: Haus weit. Suhrkamp, Frankfurt/Main 1970.
  - Jiří Kolář: Das sprechende Bild. Suhrkamp, Frankfurt/Mai 1971
- Ivan Wernisch: Es beginnt der gestrige Tag. Gedichte. Friedenauer Presse, Berlin 1990.

## Ausstellungen
Neben zahlreichen Einzelausstellungen war Schäuffelen auch vertreten bei der
- 1977: documenta 6, Kassel
- 1969: Mostra di poesia concreta, Venedig (veranstaltet von der Biennale von Venedig)
- 1986: Wunderkammer (kuratiert von Adalgisa Lugli), Biennale von Venedig